# Francesca Civerchia
Francesca Civerchia (ur. 18 września 1977 w San Marino) – polityk państwa San Marino. Z wykształcenia socjolog zdrowia, specjalizuje się w ludzkiej komunikacji, kryminologii, patologicznych uzależnieniach i niepełnosprawności. Od 2000 pracuje jako socjolog w Instytucie Bezpieczeństwa Publicznego San Marino, specjalizując się w niepełnosprawnościach i domowej opiece społecznej . Z ramienia Chrześcijańsko-Demokratycznej Partii San Marino wybrana do Wielkiej Rady Generalej w 2019 i ponownie w 2024. Była członkiem Rady Dwunastu i Zgromadzenia Parlamentarnego Morza Śródziemnego. Wraz z Daliborem Riccardi wybrana na stanowisko kapitana regenta na okres od 1 października 2024 do 1 kwietnia 2025.